# LZ 32

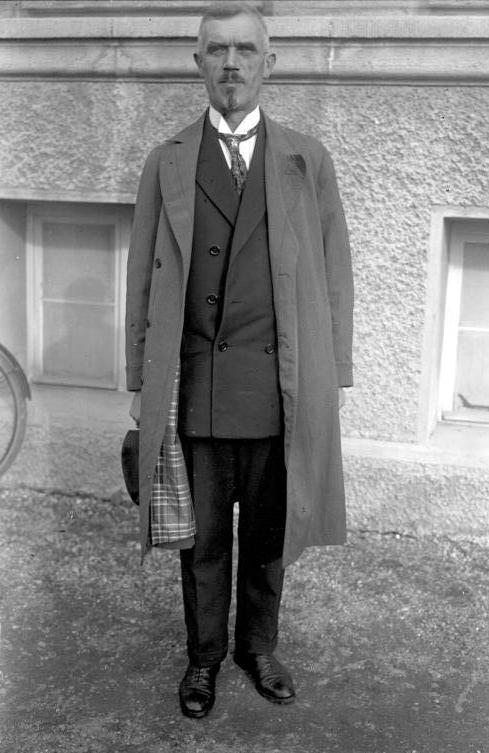
Ludwig Dürr - konstruktor LZ 32

LZ 32 (Luftschiff Zeppelin) – trzydziesty drugi sterowiec szkieletowy wybudowany w Niemczech przez wytwórnię Luftschiffbau Zeppelin GmbH z Friedrichshafen nad Jeziorem Bodeńskim. Głównym konstruktorem był Ludwig Dürr.
Budowę sterowca rozpoczęto w 1914 roku. Należał do typu m. Jego oznaczeniem wojskowym było L 7.

## Budowa
Długość całkowita wynosiła 158 m, a średnica 14,9 m. Jego konstrukcja była pokryta materiałem bawełnianym. W środku znajdowało się 18 komór wypełnionych wodorem o łącznej pojemności 22 470 metrów sześciennych. 
Sterowiec był zaopatrzony w trzy silniki Maybach C-X o mocy 210 KM, każdy wyposażony był w dwie  gondole, które mogły pomieścić w sumie 18 członków załogi.

## Przebieg służby
Pierwszy lot wykonał 23 listopada 1914 roku. Sterowiec brał udział w operacjach nad Morzem Północnym oraz z nalotach na południowo-wschodnią Anglię. Operował w marynarce do 4 maja 1916 roku. W dniu tym został uszkodzony po lekkim trafieniu przez ogień z krążowników lekkich HMS Galatea oraz HMS Phaeton obniżył swój lot i znalazł się w zasięgu działań okrętu podwodnego HMS E31, który po wynurzeniu ostrzelał sterowiec powodując jego zestrzelenie. Siedmiu członków załogi sterowca zostało uratowanych przez załogę E31.

## Parametry techniczne sterowca LZ 32
- długość 158 metrów,
- średnica: 14,9 metrów,
- gaz nośny (wodór), 22 470 m³
- masa własna: 17 708 kg
- napęd: 3 silniki Maybacha 210 KM
- maksymalna prędkość 81 km/h
- maksymalny pułap : 2100 m
- promień działania: 2500 km
- udźwig: 8400 kg
- załoga: 18[2]